# Starogradski zaljev
Starogradski zaljev je zaljev na otoku Hvaru, nazvan prema Starom Gradu koji se nalazi u krajnjem jugoistočnom dijelu zaljeva.

## Zemljopis
Starogradski zaljev, najveći zaljev na otoku Hvaru, nalazi se na njegovoj sjeverozapadnoj obali. Dug je oko 4 milje, a na najširem dijelu proteže se oko 1,5 milja. Dubina mu doseže 65 m. Veliki valovi se stvaraju djelovanjem sjeverozapadnog vjetra, morske struje E, brzine do 2 čvora.
Unutar njega nalazi se broj manjih uvala i plaža koje su od turističke važnosti za djelovanje Staroga Grada. Najpoznatije plaže su Bonj i Lanterna unutar šireg perimetra grada. Gradska luka se također nalazi unutar zaljeva.

## Arheologija
Uokolo i unutar zaljeva zabilježen je čitav niz arheoloških nalazišta. Najveća su sam Stari Grad i Starogradsko polje, koje se na njega naslanja. Osim toga zabilježena su gradinski lokaliteti Glavica u blizini Staroga Grada, Lompić na ulazu u zaljev i Gračišće na ulazu u starogradsko polje. Unutar zaljeva su prisutna brojna podvodna nalazišta, uglavnom balastnog kamenja i brodskog tereta.

## Ekološki problemi
Zaljev je tijekom godina bio nalazištem više vrsta invazivne flore i faune. Jedna od njih je alga Caulerpa taxifolia, koja je prvi put zabilježena 1994., te skoro u potpunosti nestala do zime 2007./08. godine. Pronađeni su i invazivni puževi vrste Melibe fimbriata u listopadu 2001. godine.
Zbog dužine prostiranja kanala i pogodnih morskih struja, zaljev ima veliki problema s plastičnim otpadom koji se skuplja na njegovim obalama. Iz tog se razloga Stari Grad d.o.o. uključio u projekt Za hrvatske otoke bez plastike koji predvodi Udruga za prirodu, okoliš i održivi razvoj »Sunce«.